# Cré-sur-Loir
Cré-sur-Loir (früher allein Cré) ist eine Commune déléguée in der französischen Gemeinde Bazouges Cré sur Loir mit 758 Einwohnern (Stand 1. Januar 2022) im Département Sarthe in der Region Pays de la Loire. Cré-sur-Loir ist ein Ortsteil der Gemeinde Bazouges Cré sur Loir. Die Einwohner werden Créaciers genannt. Die frühere Gemeinde war Teil des Arrondissements La Flèche und des Kantons La Flèche

## Geographie
Cré-sur-Loir liegt etwa 45 Kilometer südsüdwestlich von Le Mans. Der Loir begrenzte die Gemeinde im Norden. Umgeben wurde die Gemeinde Cré-sur-Loir von den Nachbargemeinden Bazouges-sur-le-Loir im Norden und Westen, La Flèche im Osten und Nordosten sowie Baugé-en-Anjou im Süden.

## Bevölkerungsentwicklung
| Jahr                       | 1962 | 1968 | 1975 | 1982 | 1990 | 1999 | 2006 | 2013 |
| Einwohner                  | 564  | 507  | 449  | 573  | 604  | 660  | 800  | 802  |
| Quellen: Cassini und INSEE |      |      |      |      |      |      |      |      |

## Sehenswürdigkeiten
- Kirche Saint-Martin-de-Vertou aus dem 11. Jahrhundert, Glockenturm aus dem 12. Jahrhundert
- Kirche Sainte-Marie-des-Champs, Ende des 15. Jahrhunderts erbaut
- Priorei Notre-Dame-des-Champs
- Herrenhaus La Blottière aus dem 15. Jahrhundert, im 17. Jahrhundert umgebaut
- Schloss La Fontaine